# Karen Allen
Pour les articles homonymes, voir Allen.
Karen Allen, née le 5 octobre 1951 à Carrollton, (Illinois, États-Unis), est une actrice et styliste américaine.
Elle commence sa carrière en 1978 avec American College de John Landis. Après quelques apparitions, dont Manhattan de Woody Allen, elle décroche son premier grand rôle dans La Chasse de William Friedkin (1980). L'année suivante, c'est la consécration avec Les Aventuriers de l'arche perdue. Triomphe critique et commercial, le film, réalisé par Steven Spielberg, lui ouvre les portes du cinéma. Ses autres grands succès incluent Starman et Fantômes en fête. Dans les années 1990, elle se fait plus rare sur les écrans, préférant travailler au théâtre et s'occuper de son fils. Elle apparaît toutefois dans Malcolm X, King of the Hill et En pleine tempête. En 2004, elle se retire des plateaux pour créer une société de stylisme. Elle effectue un retour remarqué en 2008 alors qu'elle participe à Indiana Jones et le Royaume du crâne de cristal, quatrième film des Aventuriers de l'arche perdue, dans lequel elle reprend son rôle fétiche.

## Biographie

### Naissance, enfance et adolescence
Karen Jane Allen naît le 5 octobre 1951 à Carrollton, dans l'Illinois, aux (États-Unis).
Sa mère était enseignante et son père agent du FBI. À cause de son métier de policier, la famille Allen déménage souvent. On la surnommait « the new girl in school ».
C'est à l'âge de 20 ans qu'elle se découvre une passion pour la comédie, lorsqu'elle découvre Jerzy Grotowski dans un théâtre, qui lui fit une très grande impression. Elle décide alors de suivre le même chemin et s'inscrit à l'Actors Studio ainsi qu'au Lee Strasberg Institute de New York. Au cours de cette période, elle tourne dans plusieurs films d'étudiants et joue dans plusieurs pièces de théâtre.

### Débuts au cinéma
En 1978, elle fait ses débuts à l'écran avec la comédie American College de John Landis, qui fut un très grand succès commercial. Après de petits rôles, notamment dans Manhattan de Woody Allen (1979), elle tient l'un des rôles principaux du thriller très controversé La Chasse réalisé par William Friedkin qui provoqua de violentes réactions lors de sa sortie.

Travaillant sur Les Aventuriers de l'arche perdue, Steven Spielberg la choisit pour interpréter la première conquête du célèbre archéologue Indiana Jones, joué par Harrison Ford, après l'avoir remarquée dans American College. Sa performance de Marion Ravenwood sera considérée comme la meilleure de sa carrière. Le réalisateur déclare : 

« Je l'imaginais depuis longtemps comme l'une des héroïnes des Indiana Jones. C'était ma favorite, elle avait du caractère et était fougueuse comme les femmes des années 1930. Elle était idéale. »

Le film est un énorme succès commercial et elle obtient un Saturn Award. Sa carrière est alors lancée.

### Cinéma et théâtre
À la suite du succès des Aventuriers, elle tient un petit rôle dans le drame matrimonial L'Usure du temps réalisé par Alan Parker. Elle choisit ensuite de retourner faire de la scène. En 1982, sur Broadway, elle participe à la création de la pièce The monday after the miracle de William Gibson sous la direction de Arthur Penn. La production ne connait pas le succès mais permet à Karen Allen de recevoir un prix d'interprétation. En 1983, elle tient pendant deux mois le rôle principal dans la pièce Extrémités de William Mastrosimone.
Elle alterne avec quelques films dont French Lover (1984), une comédie sentimentale tournée à Paris et mettant aussi en vedette Thierry Lhermitte. Elle tient un nouveau rôle marquant dans Starman de John Carpenter, où elle interprète une jeune femme enlevée par un extra-terrestre avant de s'attacher à lui. Malgré ce nouveau succès, elle se retire pour continuer à faire du théâtre pendant trois ans.
Elle fait son retour au cinéma en 1987 en interprétant la fragile Laura dans La Ménagerie de verre, nouvelle version, réalisée par Paul Newman, de la première grande pièce de Tennessee Williams. La même année, elle tourne avec Johnny Hallyday dans Terminus. Richard Donner et Steven Soderbergh la dirigent, respectivement, dans la comédie Fantômes en fête (1988) et dans le drame King of the Hill (1993), une production dans laquelle elle tient un tout petit rôle. Elle joue aussi dans Malcolm X de Spike Lee en 1992 avec Denzel Washington.
Cependant, la plupart de ses films n'ont pas été bien reçus depuis Starman, notamment : Animal Behavior (1989), The Turning (1992) ou encore Le Tueur du futur (1993).
Elle se tourne alors vers la télévision et tourne dans des téléfilms tels Challenger (1990), Secret Weapon (1990), Seule contre tous (1996) et Le Loup et le raven (1997) avec Richard Chamberlain. Elle est également apparue comme « guest-star » dans les séries Côte Ouest (1979), Alfred Hitchcock présente (1986), New York, police judiciaire (1990). Enfin, elle tient le rôle principal de The Road Home, une mini-série en six épisodes diffusée en 1994.
Tout en travaillant au cinéma et à la télévision, elle écrit des pièces de théâtre ainsi que de la poésie.
Elle épouse en 1988 l'acteur Kale Browne, avec qui elle aura un fils Nicolas. Ils divorceront en 1997.
En 2000, Karen Allen apparaît brièvement dans le film d'aventure En pleine tempête de Wolfgang Petersen aux côtés de George Clooney. L'année suivante, elle tient un rôle plus consistant dans Sans Issue (In the Bedroom), drame psychologique réalisé par Todd Field, dont c'est le premier film. Mettant en vedette Tom Wilkinson, Sissy Spacek et Marisa Tomei, Sans issue est très bien accueilli par la critique et reçoit 5 nominations aux Oscars. Toujours en 2001, Karen Allen joue dans la pièce Speaking in Tongues de Andrew Bovell à New-York.

### Semi-retraite et retour
En 2004, elle se retire des plateaux après avoir tourné aux côtés de Neve Campbell dans When Will I Be Loved pour monter une société de stylisme qu'elle dirige actuellement. Elle explique : 

« Je viens d'une génération où il y avait beaucoup, mais alors beaucoup d'excellentes comédiennes, et il n'y a pas vraiment de rôles pour nous. J'ai estimé qu'il était temps de faire quelque chose de plus intéressant et, si jamais un rôle intéressant se présentait, tant mieux. Mais je refuse d'attendre qu'on m'offre quelque chose. J'aimerais beaucoup continuer à travailler pour le cinéma. Mais il faudra que ces projets soient à la hauteur. »

Elle monte un atelier de création dans le Massachusetts où elle développe une gamme de pull-over et de tricots. Ses créations de tricots sont faites en laine écossaise ou italienne ainsi qu'en cachemire. Ses produits se vendent à plusieurs centaines de dollars compte tenu de leur qualité et de la production manuelle en faible quantité.
En 2008, Steven Spielberg la contacte et lui apprend par téléphone qu'il l'engage pour le quatrième volet de la saga Indiana Jones, Indiana Jones et le Royaume du crâne de cristal, présenté au Festival de Cannes hors-compétition.
En 2010, elle participe au film indépendant White Irish drinkers réalisé par John Gray. En 2012, elle effectue un retour sur scène à New York en interprétant le rôle principal de la pièce Une Journée d'été du dramaturge norvégien Jon Fosse.
En 2023, la question de son retour dans l'ultime épisode de la franchise Indiana Jones est posée : d'après les images de la bande-annonce, le personnage éponyme semble toujours marié à Marion, personnage joué par Karen Allen. Interrogée au sujet de sa participation, l'actrice ironise, bottant en touche : "Je pourrais vous le dire, mais alors je devrais vous tuer! Sérieusement, je ne peux rien dire."

## Héritage
Un grand nombre d'actrices ont aussi exprimé leur admiration envers elle, dont Liana Liberato, Imogen Poots, Felicity Jones, Amber Heard, Elizabeth Olsen et Liza Soberano.

## Filmographie

### Cinéma

#### Longs métrages
- 1978 : American College (Animal House) de John Landis : Katy
- 1979 : Les Seigneurs (The Wanderers) de Philip Kaufman : Nina
- 1979 : Manhattan de Woody Allen : Une actrice
- 1980 : La Chasse (Cruising) de William Friedkin : Nancy
- 1980 : Un petit cercle d'amis (A Small Circle of Friends) de Rob Cohen : Jessica Bloom
- 1981 : Les Aventuriers de l'arche perdue (Indiana Jones and the Raiders of the Lost Ark) de Steven Spielberg : Marion Ravenwood
- 1982 : L'Usure du temps (Shoot the Moon) d'Alan Parker: Sandy
- 1982 : Split Image de Ted Kotcheff : Rebecca / Amy
- 1984 : French Lover (Until September) de Richard Marquand : Mo Alexander
- 1984 : Starman de John Carpenter : Jenny Hayden
- 1987 : Retour de flamme (Backfire) de Gilbert Cates : Mara McAndrew
- 1987 : Terminus de Pierre-William Glenn : Gus
- 1987 : La Ménagerie de verre (The Glass Menagerie) de Paul Newman : Laura Wingfield
- 1988 : Fantômes en fête (Scrooged) de Richard Donner : Claire Phillips
- 1989 : Paroles de singe (Animal Behavior) de Jenny Bowen et Kjehl Rasmussen : Alex Bristow
- 1991 : Le beau parleur (Sweet Talker) de Michael Jenkins : Julie Maguire
- 1992 : Malcolm X de Spike Lee : Miss Dunne
- 1992 : The Turning de L.A. Puopolo : Glory Lawson
- 1993 : Le Gang des champions (The Sandlot) de David Mickey Evans : La mère
- 1993 : King of the Hill de Steven Soderbergh : Miss Mathey
- 1993 : Le Tueur du futur (Ghost in the Machine) de Rachel Talalay : Terry Monroe
- 1997 : L'Amour de ma vie (Til There Was You) de Scott Winant : Betty Dawkan
- 1998 : Falling Sky de Russ Brandt et Brian J. De Palma : Resse Nicholson
- 1998 : Wind River de Tom Shell : Martha Wilson
- 1999 : Basket (The Basket) de Rich Cowan : Bessie Emery
- 2000 : En pleine tempête (The Perfect Storm) de Wolfgang Petersen : Melissa Brown
- 2001 : World Traveler de Bart Freundlich : Delores
- 2001 : In the Bedroom de Todd Field : Marla Keyes
- 2003 : Briar Patch de Zev Berman : Butcher Lee
- 2004 : Poster Boy de Zak Tucker : Eunice Kray
- 2004 : Quand m'aimera-t-on ? (When Will I Be Loved) de James Toback : Alexandra Barrie
- 2008 : Indiana Jones et le Royaume du crâne de cristal (Indiana Jones and the Kingdom of Crystal Skull) de Steven Spielberg : Marion Ravenwood
- 2009 : A Dog Year de George LaVoo : Paula (voix)
- 2010 : White Irish Drinkers de John Gray : Margaret
- 2015 : Bad Hurt de Mark Kemble : Elaine Kendall
- 2016 : Year by the Sea d'Alexander Janko : Joan
- 2019 : Colewell de Tom Quinn : Nora
- 2021 : Dans les angles morts (Things Heard & Seen) de Shari Springer Berman et Robert Pulcini : Mare Laughton
- 2022 : A Stage of Twilight de Sarah T Schwab : Cora
- 2023 : Indiana Jones et le Cadran de la destinée (Indiana Jones and the Dial of Destiny) de James Mangold : Marion Ravenwood

### Télévision

#### Séries télévisées
- 1979 : Côte Ouest (Knots Landing) : Annie Fairgate
- 1981 : À l'est d'Éden (East of Eden) : Abra
- 1994 : The Road Home : Allison Matson
- 1996 : New York, police judiciaire (Law and Order) : Judith Sandler
- 2001 : New York, unité spéciale (Law and Order : Special Victims Unit): Paula Varney
- 2014 : Blue Bloods : Betty Lowe
- 2020 : 50 States of Fright : Sheriff Stallings

#### Téléfilms
- 1990 : Challenger de Glenn Jordan : Christa McAuliffe
- 1990 : Secret Weapon (en) d'Ian Sharp : Ruth
- 1993 : Le venin de la vengeance (Rapture) de Timothy Bond : Georgianne Corcoran
- 1993 : Péril en mer du sud (Voyage) de John Mackenzie : Catherine "Kit" Norvell
- 1996 : Seule contre tous (Hostile Advances : The Kerry Ellison Story) : Margaret
- 1997 : Le Loup et le raven (All the Winters That Have Been) de Lamont Johnson : Hannah Raven
- 2001 : My Horrible Year! d'Eric Stoltz : Belinda Faulkner
- 2001 : Shaka Zulu: The Citadel de Joshua Sinclair : Katherine Farewell
- 2010 : Une lueur d'espoir (November Christmas) : Claire Sanford